# Горноангарска котловина
Горноангарската котловина (на руски: Верхнеангарскаь котловина) е котловина, разположена в крайната северна част на Република Бурятия, Русия. Простира се от запад-югозапад на изток-североизток на протежение над 100 km и ширина до 40 km, между Горноангарския хребет на север и Северомуйския хребет на юг. Надморскта ѝ височина варира от 470 m на запад до 800 m на изток. Дренира се от река Горна Ангара (влива се в езерото Байкал), която силно меандрира и нейните леви (Светлая, Няндони, Янчуй) и десни (Кичера, Чуро) притоци. Дъното на котловината е заето от ливадно-блатна и ливадна растителност, редуваща се с участъци от лиственични, борови и брезови гори.
В нея са разположени селищата от градски тип Кичера, Нови Уоян и Янчукан и още десетина села. По цялото ѝ протежение преминава участък от трасето на Байкало-Амурската жп магистрала.